# Strážnice (stacja kolejowa)
Strážnice – stacja kolejowa w mieście Strážnice, w kraju południowomorawskim, w Czechach przy ulicy Nádražní 722/1. Znajduje się na linii kolejowej Hodonín - Veselí nad Moravou - Vrbovce. Znajduje się na wysokości 185 m n.p.m.
Jest zarządzana przez Správę železnic. Na stacji znajdują się kasy biletowe, na których istnieje możliwość zakupu biletów na wszystkie pociągi w tym międzynarodowe oraz rezerwacji miejsc.

## Linie kolejowe
- 343 Hodonín - Veselí nad Moravou - Vrbovce